# Telegatti 1995
La 12ª edizione del Gran Premio Internazionale dello Spettacolo si è tenuta a Milano, al Teatro Ventaglio Nazionale, il 8 maggio 1995. Conduttori della serata sono stati Corrado, per il sesto anno consecutivo, affiancato da Mara Venier.
Due anni dopo il figlio Michael, giunge al teatro Nazionale Kirk Douglas, per ritirare il Telegatto alla carriera. Momento commovente della serata è stato il bacio tra Sophia Loren e Marcello Mastroianni in occasione del Telegatto per il cinema italiano in TV.
Presente anche l'attore Steven Seagal, premiato per il cinema in TV.
L'incasso della serata è stato devoluto all’Istituto Nazionale per lo Studio e la Cura dei Tumori.

## Vincitori
I premi sono assegnati alle trasmissioni andate in onda l'anno precedente alla cerimonia. Di seguito vengono elencate le varie categorie di premi, e i rispettivi vincitori dell'anno.

### Personaggio femminile dell'anno
- Mara Venier
- Lorella Cuccarini
- Ambra

### Personaggio maschile dell'anno
- Pippo Baudo
- Enzo Iacchetti
- Fiorello

### Trasmissione dell'anno
- 45º Festival di Sanremo, Rai 1
- Champagne, Canale 5
- Stranamore, Canale 5

### Trasmissione rivelazione dell'anno
- La stangata - Chi la fa l'aspetti!, Canale 5

### Miglior film TV
- La piovra 7, Rai 1 (settimo film della serie iniziata nel 1984)

### Miglior telefilm italiano
- Pazza famiglia, Rai 1
- Casa Vianello, Canale 5
- Italian Restaurant, Rai 1

### Miglior telefilm straniero
- Beverly Hills 90210, trasmesso su Italia 1
- Melrose Place, trasmesso su Italia 1
- L'ispettore Derrick, trasmesso su Rai 2

### Premio TV utile
- Forum, Canale 5
- Mi manda Lubrano, Rai 3
- Chi l'ha visto?, Rai 3

### Miglior trasmissione di attualità e cultura

#### Generale
- Il Fatto, Rai 1

#### Settimanale
- Target, Canale 5
- Superquark, Rai 1
- Tempo reale, Rai 3

### Miglior trasmissione di giochi e quiz TV
- La ruota della fortuna, Canale 5
- Luna Park, Rai 1
- Il grande gioco dell'oca, Rai 2

### Miglior trasmissione di satira in TV
- Striscia la notizia, Canale 5

### Miglior trasmissione di intrattenimento con ospiti
- Amici, Canale 5
- Tappeto volante, TMC
- Maurizio Costanzo Show, Canale 5

### Miglior soap opera/telenovela
- Cuore selvaggio, trasmesso su Rete 4
- Beautiful, trasmesso su Canale 5
- Sentieri, trasmesso su Rete 4

### Miglior spettacolo musicale
- Roxy Bar, Videomusic
- Karaoke, Italia 1
- Papaveri e papere, Rai 1

### Miglior trasmissione sportiva
- Mai dire Gol, Italia 1
- Quelli che... il calcio, Rai 3
- Pressing, Italia 1

### Miglior trasmissione per ragazzi
- Solletico, Rai 1
- Bim bum bam, Canale 5
- Power Rangers, trasmesso su Canale 5

### Miglior spot
- Jeans Levi's
- Brand Nike
- Corriere della Sera

### Telegatto di Platino alla carriera
- A Kirk Douglas

### Premi speciali
- A Steven Seagal, per il cinema straniero in TV
- A Marcello Mastroianni e Sophia Loren, per il cinema italiano in TV
- A Grandi mostre live di Rai 1, per l'arte in TV (ritira il premio Milly Carlucci)

### Lettore di TV Sorrisi e Canzoni
- Alla signora Tatiana Innocenti

## Statistiche emittente/vittorie
- Rai 1   6 premi
- Rai 2   nessun premio
- Rai 3    nessun premio

Totale RAI: 6 Telegatti
- Canale 5   7 premi
- Italia 1      2 premi
- Rete 4     1 premio

Totale Fininvest: 10 Telegatti
- Telemontecarlo 1 premio
- Videomusic   1 premio

Totale TV locali: 2 Telegatti

## Un anno di TV in due minuti
Il video d'apertura di questa edizione con il meglio della televisione della stagione 1994/1995 è accompagnata dalla canzone Hound Dog, nella versione interpretata da Elvis Presley.